# داني كارفاخال
دانيال كارفاخال راموس (بالإسبانية: Daniel Carvajal)‏ (تلفظ بالإسبانية: ‎/daˈnjel ˈdani kaɾβaˈxal ˈramos/‏؛ مواليد 11 يناير 1992)، المعروف باسم داني كارفاخال أو كارفاخال. هو لاعب كرة قدم إسباني يلعب في مركز الظهير الأيمن مع نادي ريال مدريد الإسباني ومنتخب إسبانيا لكرة القدم.
بعد أن تدرج من خلال صفوف الشباب لنادي ريال مدريد، أمضى موسماً مع نادي باير 04 ليفركوزن الألماني قبل العودة إلى ريال مدريد وانتزاعه لمركز أساسي في الفريق الأول في موسم 2013–14، وقد فاز لاحقًا بـ26 بطولة رئيسية مع ريال مدريد بما في ذلك ستة ألقاب في دوري أبطال أوروبا، 4 القاب في الدوري و لقبين في كأس ملك إسبانيا.
على المستوى الدولي للشباب، فاز كارفاخال ببطولة أوروبا تحت 19 سنة لكرة القدم 2011 مع فريق تحت 19 سنة وبطولة أوروبا تحت 21 سنة لكرة القدم 2013 مع فريق تحت 21 سنة. شارك لأول مرة مع المنتخب الأول في عام 2014، ومثل بلاده في كأس العالم 2018 وفاز معهم ببطولة أمم أوروبا 2024، ودوري الأمم الأوروبية 2022–23.

## مسيرته الكروية

### ريال مدريد ب
ولد كارفاخال في مدينة ليغانيس، إحدى ضواحي مدينة مدريد. إنضم إلى فرق الشباب لريال مدريد في سن العاشرة في عام 2002، وواصل الصعود حتى وصل إلى ريال مدريد كاستيا في عام 2010.
في موسمه الأول، كارفاخال كان أحد اللاعبين الـ11 الأساسيين للفريق وهو أيضاً قائد الفريق. في الموسم الذي يليه حقق أداء أفضل (لعب 38 مباراة وسجل هدفين، بما في ذلك مباريات التصفيات)، حيث عاد بالفريق إلى دوري الدرجة الثانية الإسباني بعد غياب لمدة خمس سنوات.

### بايرن ليفركوزن
في 11 يوليو 2012، بعد فشله في محاولة المشاركة لمرة واحدة في الفريق الأول، وقع كارفاخال عقداً لمدة خمس سنوات مع باير 04 ليفركوزن الألماني مقابل 5 ملايين يورو. وأضاف ريال مدريد بنداً في عقده وهو إمكانية إعادة الشراء بقيمة 6.5 مليون يورو إذا أرادوا إعادة اللاعب بعد موسم واحد. و7 مليون يورو بعد موسمين وحوالي 8.5 مليون يورو بعد ثلاثة مواسم.
لعب كارفاخال أول مباراة له في الدوري الألماني في 1 سبتمبر 2012 في الفوز 2–0 على أرضه ضد نادي فرايبورغ، وبعد ذلك تم اختياره في فريق الأسبوع. سجل هدفه الأول لناديه الجديد في 25 نوفمبر، الذي أهدى فريق الفوز في النهاية 2–1 ضد نادي هوفنهايم.
تم اختيار كارفاخال كواحد من أفضل 3 لاعبين في مركز الظهير الأيمن في نهاية موسمه الأول والوحيد مع النادي الألماني، خلف فيليب لام لاعب نادي بايرن ميونخ وأتسوتو أوتشيدا لاعب نادي شالكه 04. حيث حصل على 16% من مجموع الأصوات من المشجعين.

### ريال مدريد

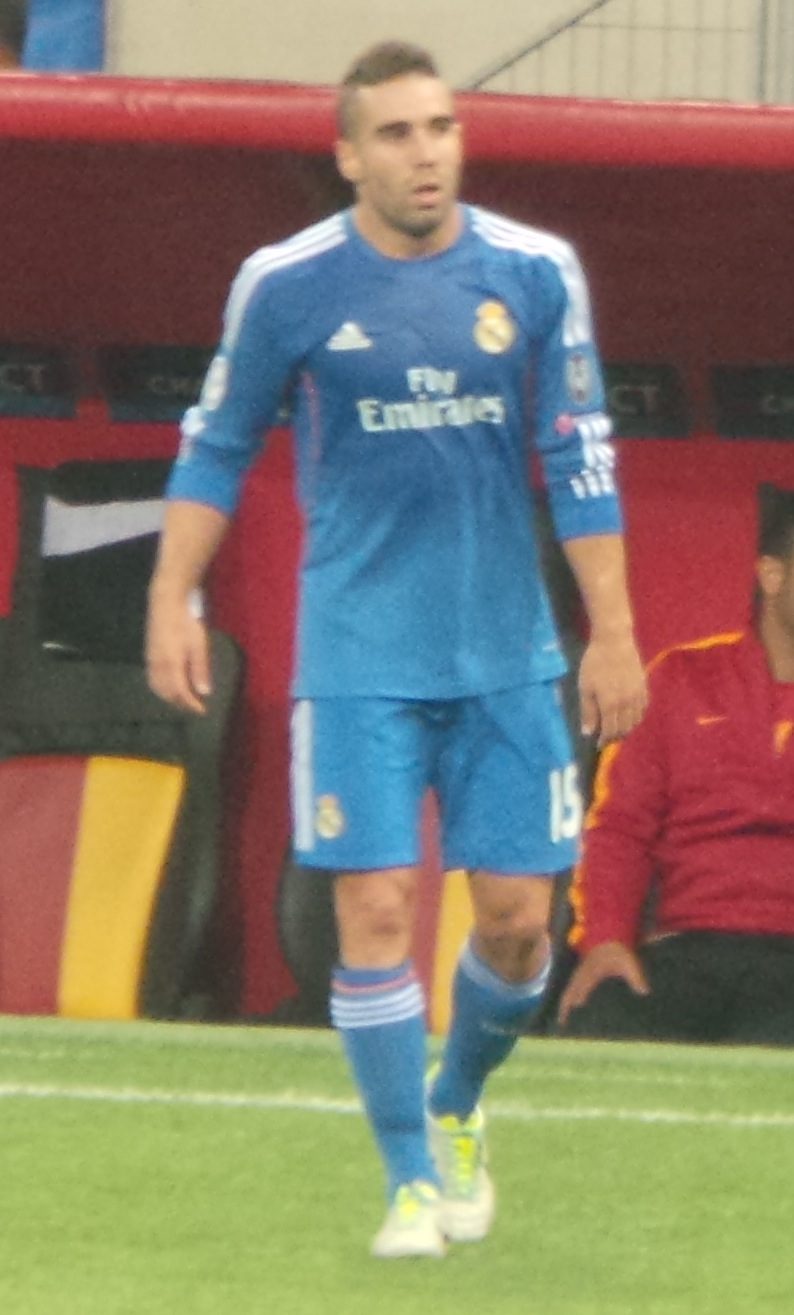
كارفاخال يلعب بقميص ريال مدريد في عام 2013

في 3 يونيو 2013، ريال مدريد قام بتفعيل خيار إعادة الشراء لكارفاخال، الذي أصبح أول صفقة للفريق في موسم 2013–14 مقابل 6.5 مليون يورو. المدير الرياضي لنادي باير 04 ليفركوزن رودي فولر، قال: «لقد لاحظ ريال مدريد الأداء الرائع لداني هذا الموسم، وكان الأمر مجرد مسألة وقت قبل أن يقوموا بتفعيل خيار إعادة الشراء». تحدث داني كارفاخال عن سعادته بعودته إلى ناديه، وشكر الرئيس، والمشجعين والنادي في المؤتمر الصحفي.
لعب كارفاخال أول مباراة له في الدوري الإسباني في 18 أغسطس 2013، بالفوز على ضيفه نادي ريال بيتيس. بعد شهر واحد من انتقاله لعب مباراته الأولى في دوري أبطال أوروبا، حيث لعب طوال الـ90 دقيقة في الفوز خارج ملعبه على نادي غلطة سراي في دور المجموعات.
لعب كارفاخال 45 مباراة في موسمه الأول وسجل هدفين، في الدوري ضد نادي رايو فايكانو ونادي أوساسونا. ولعب 90 دقيقة في نهائي كأس ملك إسبانيا 2014 في الفوز على نادي برشلونة 2–1، ولعب 120 دقيقة في نهائي دوري أبطال أوروبا 2014، وحقق الفوز مع فريقه 4–1 ضد نادي أتلتيكو مدريد.
واصل كارفاخال الفوز بالبطولات مع ريال مدريد حين حقق كأس السوبر الأوروبي 2014 ضد نادي إشبيلية، وفي نفس السنة لعب نهائي كأس العالم للأندية 2014 ضد نادي سان لورينزو الأرجنتيني. في يوم 5 مايو، مباراة الذهاب من دور نصف النهائي لدوري أبطال أوروبا تلقى فريقه هدفاً من ركلة جزاء تسبب بها كارفاخال، وتقدم إليها كارلوس تيفيز لاعب يوفنتوس وسجلها ليُهزم الفريق الإسباني 2–1.
في 8 يوليو 2015، جدد كارفاخال عقده مع ريال مدريد حتى عام 2020. في مشوار الفوز بدوري أبطال أوروبا 2015–16 لعب كارفاخال 8 مباريات وسجل هدف واحد، وانتهت البطولة بفوز فريقه في المباراة النهائية ضد أتلتيكو مدريد بركلات الترجيح بعد التعادل الذي أستمر 1–1، كارفاخال في المباراة النهائية خرج من الملعب في وقت مبكر من الشوط الثاني متأثراً بالإصابة.

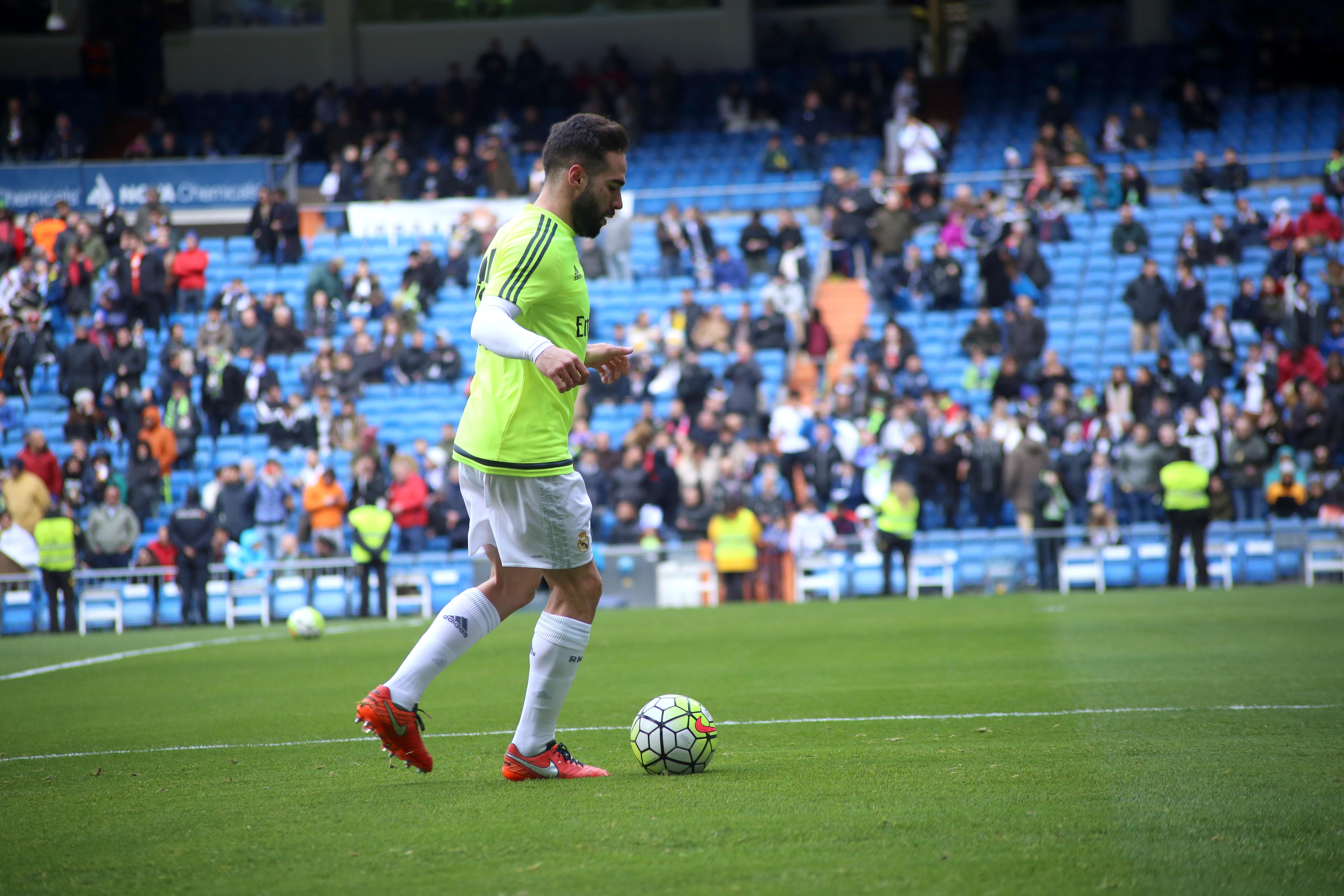
كارفاخال مع ريال مدريد في عام 2016

في 9 أغسطس 2016، لعب كارفاخال كأساسي في مباراة كأس السوبر الأوروبي 2016 ضد نادي إشبيلية في مدينة تروندهايم، وسجل هدف الفوز لفريقه 3–2 في الدقيقة 119 بعد مجهود فردي رائع. خلال الموسم في الدوري، على الرغم من العديد من الإصابات التي لحقت به، لعب كارفاخال 23 مباراة لمساعدة فريقه للتتويج بالدوري الإسباني. كارفاخال خلال هذا الموسم غاب لمدة ما تقارب شهر واحد، ولكنه عاد للعمل في الوقت المناسب للعب في في نهائي دوري أبطال أوروبا يوم 3 يونيو، وفاز بها مع فريقه للمرة الثانية على التوالي والثالثة خلال أربع سنوات.
في 17 سبتمبر 2017، تم تمديد عقد كارفاخال حتى عام 2022. وفي وقت مبكر من الشهر التالي، تغيب كارفاخال لمدة ليست بالقصيرة بسبب مرض في القلب.
شارك كارفاخال في ثماني مباريات خلال دوري أبطال أوروبا 2017–18، وفاز ريال مدريد باللقب الثالث على التوالي و 13 في تاريخ البطولة. في المباراة النهائية ضد ليفربول أجبر على مغادرة الملعب بسبب الإصابة، وانتهت المباراة بفوز الملكي 3–1 في كييف.
سجل كارفاخال الهدف الأول لريال مدريد في الموسم الجديد في 19 أغسطس 2018، في مباراة الفوز 2–0 على أرضه أمام خيتافي.
في الموسم التالي، كان لاعبًا أساسيًا عندما فاز ريال مدريد بلقب الدوري الإسباني لموسم 2019–20. في 29 يوليو 2021، مدد كارفاخال عقده حتى يونيو 2025.
في 1 يونيو 2024، سجل هدفه الثاني في دوري أبطال أوروبا برأسية بفوز الفريق 2-0 على بوروسيا دورتموند في نهائي دوري أبطال أوروبا 2024. كما أصبح أول لاعب يفوز بستة نهائيات في هذه البطولة إلى جانب لوكا مودريتش.
خلال موسم ريال مدريد 2024–25، ومع رحيل ناتشو، أصبح كارفاخال القائد الثاني للفريق بعد لوكا مودريتش.

## مسيرته الدولية

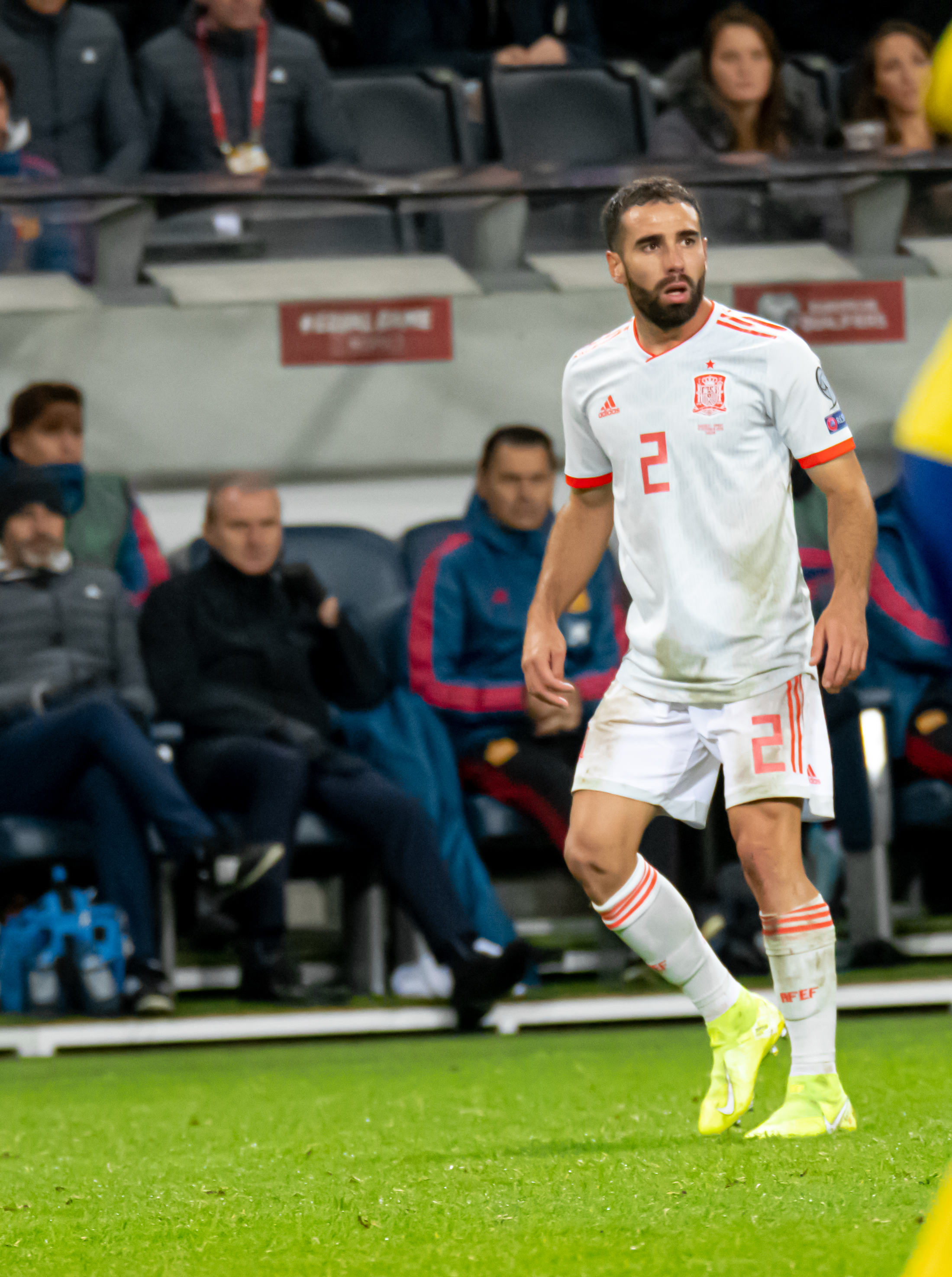
كارفاخال يلعب مع إسبانيا في 2019

### الشباب
كارفاخال تواجد كلاعب احتياطي في المنتخب لمارتين مونتويا لاعب نادي برشلونة في بطولة أوروبا تحت 21 سنة لكرة القدم 2013، حيثُ لعب في مرحلة المجموعات في الفوز على المنتخب الهولندي وهي البطولة التي فاز بها المنتخب الإسباني بالبطولة. اُختير كارفاخال من قبل مدرب المنتخب الإسباني فيسنتي ديل بوسكي لتشكيلة فريقه المؤلفة من 30 لاعباً لكأس العالم 2014، ولكن تم إعفاؤه إلى جانب جميع لاعبي ريال مدريد وأتلتيكو مدريد بسبب نهائي دوري أبطال أوروبا 2016 التي أقيمت في وقت مقارب للمباراة الودية للمنتخب، وتم استبعاده من القائمة النهائية في اليوم التالي.

### الفريق الأول
في 29 أغسطس 2014، اُستدعي كارفاخال لأول مرة للمنتخب، للمباريات الودية ضد المنتخب الفرنسي والمنتخب المقدوني. لعب لأول مرة في 4 سبتمبر من ذلك العام، في هزيمة منتخب بلاده في مباراة ودية 1–0 ولعب فيها 90 دقيقة كاملة؛ تم اختياره أيضاً لبطولة أمم أوروبا لكرة القدم 2016، ولكن تم إسقاط أسمه بسبب الإصابة التي تعرض لها مع ناديه.
تم اختيار كارفاخال في التشكيلة النهائية لإسبانيا المشاركة في كأس العالم 2018 في روسيا. بعد جلوسه على مقاعد البدلاء في المباراة الأولى ضد البرتغال لأنه لم يكن جاهز تمامًا، شارك لأول مرة في البطولة في 20 يونيو ولعب في مباراة الفوز 1–0 على إيران. استمر كارفاخال بمكانه في التشكيلة الأساسية في المباراة الأخيرة من كأس العالم 2018 المجموعة الثانية ضد منتخب المغرب، حيثُ صنع هدف التعادل الذي سجله ياغو أسباس في الوقت المحتسب بدل الضائع لتنتهي المباراة بالتعادل 2–2. في مباراة دور الـ16 ضد روسيا، دخل كارفاخال كبديل في الدقيقة 70 مكان ناتشو فيرنانديز.
غاب كارفاخال مرة أخرى عن بطولة أوروبا بعد ثلاث سنوات، حيثُ استبعده المدرب لويس إنريكي من قائمة إسبانيا في يورو 2020 بسبب الإصابة. وصلت إسبانيا إلى نصف نهائي البطولة، وخسرت أمام إيطاليا بركلات الترجيح، التي توجت لاحقًا باللقب.
اٌختير كارفاخال في قائمة إسبانيا لكأس العالم 2022 في قطر، ولعب المباراة كاملة ضد ألمانيا وشارك في الشوط الثاني ضد اليابان في مرحلة المجموعات، حيث خرج الفريق مرة أخرى من دور الـ16 بركلات الترجيح أمام المغرب.
شارك كارفاخال مع إسبانيا في نهائيات دوري الأمم الأوروبية 2023، حيث سجل ركلة الترجيح الحاسمة على طريقة بانينكا في نهائي البطولة ضد كرواتيا بعد انتهاء المباراة بالتعادل السلبي.
في عام 2024، اُختير لقائمة المنتخب لبطولة يورو 2024. في 15 يونيو 2024، سجل كارفاخال أول هدف دولي له ضد كرواتيا في الفوز 3-0 في المباراة الافتتاحية لإسبانيا في البطولة الأوروبية. في عمر 32 سنة و156 يومًا، أصبح أكبر لاعب يسجل لإسبانيا في بطولة أوروبا. في ربع النهائي ضد ألمانيا، تعرض للطرد بعد حصوله على إنذارين في الوقت الإضافي لمنعه هجمة مرتدة، مما جعله يغيب عن المباراة التالية؛ فازت إسبانيا 2-1 وتأهلت إلى نصف النهائي. لاحقًا شارك في الفوز 2-1 على منتخب إنجلترا لكرة القدم في نهائي بطولة أمم أوروبا 2024، محققًا اللقب مع بلاده.

## أسلوب اللعب
يُعتبر كارفاخال واحداً من أفضل اللاعبين في مركز الظهير الأيمن في العالم، ويشتهر باستمراريته وأسلوبه العدواني وقدرته على المساهمة مع الفريق في الدفاع والهجوم على حد سواء. يُعتبر لاعبًا شرسًا وذكيًا تكتيكيًا، ويُعرف في الدفاع بتمركزه، عقليته، مهاراته في قطع واعتراض الكرات. أما هجوميًا، فيمتلك مهارات فنية ممتازة وقدرة على إرسال العرضيات، بالإضافة إلى قدرته على التقدم بفضل وعيه التكتيكي. من حيث خصائصه البدنية، يتميز بسرعته، طاقته، واجتهاده، رغم قصر قامته. ويُقدَّر كثيرًا بسبب صفاته القيادية. على الرغم من قدراته، فقد عانى من الإصابات طوال مسيرته.

## الحياة الشخصية
كارفاخال متزوج من دافني كانيزاريس ولديه طفل معها. أخت زوجته ميلاني مُتزوجة من زميله السابق في ريال مدريد خوسيلو. والده يعمل مفتشًا في الشرطة الوطنية الإسبانية.

## الإحصائيات

### النادي
آخر تحديث 16 يوليو 2020.
| النادي            | موسم     | الدوري    | الدوري  | الكأس     | الكأس   | أوروبا    | أوروبا  | أخرى1     | أخرى1   | المجموع   | المجموع |
| النادي            | موسم     | المباريات | الأهداف | المباريات | الأهداف | المباريات | الأهداف | المباريات | الأهداف | المباريات | الأهداف |
| ----------------- | -------- | --------- | ------- | --------- | ------- | --------- | ------- | --------- | ------- | --------- | ------- |
| ريال مدريد كاستيا | 2010–11  | 30        | 1       | –         | –       | –         | –       | 0         | 0       | 30        | 1       |
| ريال مدريد كاستيا | 2011–12  | 38        | 2       | –         | –       | –         | –       | 0         | 0       | 38        | 2       |
| ريال مدريد كاستيا | المجموع  | 68        | 3       | –         | –       | –         | –       | 0         | 0       | 68        | 3       |
| باير ليفركوزن     | 2012–13  | 32        | 1       | 2         | 0       | 2         | 0       | 0         | 0       | 36        | 1       |
| ريال مدريد        | 2013–14  | 31        | 2       | 4         | 0       | 10        | 0       | 0         | 0       | 45        | 2       |
| ريال مدريد        | 2014–15  | 30        | 0       | 3         | 0       | 4         | 0       | 5         | 0       | 42        | 0       |
| ريال مدريد        | 2015–16  | 22        | 0       | 0         | 0       | 8         | 1       | —         | —       | 30        | 1       |
| ريال مدريد        | 2016–17  | 23        | 0       | 4         | 0       | 11        | 0       | 3         | 1       | 41        | 1       |
| ريال مدريد        | 2017–18  | 25        | 0       | 4         | 0       | 8         | 0       | 4         | 0       | 41        | 0       |
| ريال مدريد        | 2018–19  | 3         | 1       | 0         | 0       | 0         | 0       | 1         | 0       | 4         | 1       |
| ريال مدريد        | 2019–20  | 31        | 1       | 2         | 0       | 6         | 0       | 2         | 0       | 41        | 1       |
| ريال مدريد        | المجموع  | 186       | 4       | 21        | 0       | 54        | 1       | 17        | 1       | 278       | 6       |
| الإجمالي          | الإجمالي | 286       | 8       | 23        | 0       | 56        | 1       | 17        | 1       | 382       | 10      |

1 تشمل كأس السوبر الإسباني كأس السوبر الأوروبي وكأس العالم للأندية.

## الإنجازات

### النادي
ريال مدريد كاستيا
- الدوري الإسباني الدرجة الثانية بي: 2011–12

 ريال مدريد
- الدوري الإسباني: 2016–17،[88] 2019–20[38]، 2021–22،[89] 2023–24[90]
- كأس ملك إسبانيا: 2013–14[91]، 2022–23
- كأس السوبر الإسباني: 2017،[92] 2019–20[93]، 2021–22،[94] 2023–24[95]

- دوري أبطال أوروبا: 2013–14،[96] 2015–16،[97] 2016–17،[98] 2017–18[99]، 2021–22،[100] 2023–24[101]
- كأس السوبر الأوروبي: 2014،[102] 2016،[103] 2017[104]، 2022،[105] 2024[106]
- كأس العالم للأندية: 2014،[107] 2016،[108] 2017،[109] 2018، 2022
- كاس الانتركونتيننتال

### المنتخب
إسبانيا
- بطولة أمم أوروبا: 2024[110]
- دوري الأمم الأوروبية: 2022–23[111]

 إسبانيا تحت 21 سنة
- بطولة أوروبا تحت 21 سنة: 2013

 إسبانيا تحت 19 سنة
- بطولة أوروبا تحت 19 سنة: 2011

### الفردية
- الفريق المثالي في دوري أبطال أوروبا: 2013–14، 2016–17[112][113]
- فيفبرو: الفريق الثاني 2017, 2018؛[114][115] الفريق الثالث 2016؛[116] الفريق الخامس 2014, 2015؛[117][118] مُرشح 2019 (المدافع 16)[119]
- تشكيلة الموسم في الدوري الإسباني من قبل الإتحاد الأوروبي: 2016–17[120]
- الفريق المثالي في الدوري الألماني: 2013
- أفضل ظهير أيمن في العالم من إي إس بي إن: 2017

## وصلات خارجية
- داني كارفاخال على موقع الاتحاد الدولي (مؤرشف)  (الإنجليزية)
- داني كارفاخال على موقع الاتحاد الأوربي (الإنجليزية)
- داني كارفاخال على موقع إي إس بي إن إف سي (الإنجليزية)
- داني كارفاخال على موقع قاعدة بيانات كرة القدم.إي يو (الإنجليزية)
- داني كارفاخال على موقع بيانات كرة القدم. دي إي (الألمانية)
- داني كارفاخال على موقع ليكيب (الفرنسية)
- داني كارفاخال على موقع ناشيونال فوتبول تيمز (الإنجليزية)
- داني كارفاخال على موقع Soccerbase.com (لاعب) (الإنجليزية)
- داني كارفاخال على موقع Soccerway.com (الإنجليزية)
- داني كارفاخال على موقع عالم كرة القدم.نت (الإنجليزية)